# Đại Trúc
Đại Trúc (chữ Hán giản thể: 大竹县, Hán Việt: Đại Trúc huyện) là một huyện thuộc địa cấp thị Đạt Châu, tỉnh Tứ Xuyên, Cộng hòa Nhân dân Trung Hoa. Huyện này có diện tích 2.075 km², dân số năm 2002 là 1,04 triệu người.

## Phân chia hành chính
Huyện này được chia ra thành các đơn vị hành chính gồm 18 trấn, 32 hương:
- Trấn: Trúc Dương, Thạch Kiều Phô, Chu Gia, Bách Lâm, Miếu Bách, Thạch Hà, Thanh Hà, Cao Huyệt, Ô Mỗ, Văn Tinh, Thạch Tử, Quan Âm, Thanh Thủy, Âu Gia, Đoàn Bá, Ma Ma, Song Củng.
- Hương: Thành Tây, Trúc Bắc, Đông Liễu, Triều Dương, Nhân Hoà, Trung Hoa, Hoàng Gia, Bách Gia, Lý Gia, Nhị Lang, Bồ Bao, Tân Sinh, Vĩnh Thắng, An Cát, Bạch Bá, Song Khê, Bá Độ, Trung Hoà, Dương Thông, Thiên Thành, Tứ Hợp, Trương Gia, Đồng Gia, Thần Hợp, Hoàng Than, Bi Phường, Diệu Thị, Liên Khắc, Xuyên Chủ, Dư Hoa, Cao Minh.